# Anodonta impura
Anodonta impura е вид мида от семейство Unionidae.

## Разпространение
Видът е разпространен в Мексико.